# 中国区域地理
中国区域地理，其划分从各个时代、研究重点、综合性与可比性考虑，存在多种多样的划分方式，每种方式主题和重点各不相同。根据美国地理学家理查德·哈特向（Richard Hartshorne）对区域的定义，“区域是一个具有具体位置的地区，在某种方式上与其他地区有差别，并限于这个差别所延伸的范围之内，区域往往有具体的地方所指”。由于中国疆域的宽广，从地形、气候、人文、经济和政治各个角度分析，有各种类型的地理区域，各种地理区域类型可以划分为自然带、亚地带、自然大区、自然区等等亚区。